# Первомайський (Оренбурзький район)
Первома́йський (рос. Первомайский) — селище у складі Оренбурзького району Оренбурзької області, Росія.

## Населення
Населення — 7569 осіб (2010; 7141 у 2002).
Національний склад (станом на 2002 рік):
- росіяни — 74 %